# Сьвінкі (Куявсько-Поморське воєводство)
Сьвінкі (пол. Świnki) — село в Польщі, у гміні Топулька Радзейовського повіту Куявсько-Поморського воєводства.
Населення — 39 осіб (2011).
У 1975-1998 роках село належало до Влоцлавського воєводства.

## Демографія
Демографічна структура станом на 31 березня 2011 року:
|          | Загалом | Допрацездатний вік | Працездатний вік | Постпрацездатний вік |
| -------- | ------- | ------------------ | ---------------- | -------------------- |
| Чоловіки | 20      | 4                  | 14               | 2                    |
| Жінки    | 19      | 2                  | 10               | 7                    |
| Разом    | 39      | 6                  | 24               | 9                    |